# North Rustico
North Rustico är en ort i Kanada.   Den ligger i provinsen Prince Edward Island, i den östra delen av landet, 1 000 km öster om huvudstaden Ottawa. North Rustico ligger 20 meter över havet och antalet invånare är 583.
Terrängen runt North Rustico är platt. Havet är nära North Rustico åt nordost. Trakten är glest befolkad. North Rustico är det största samhället i trakten. 